# Antonio Fuertes
Antonio Fuertes Pascual (Benimámet, 3 dicembre 1929 – 5 gennaio 2015) è stato un calciatore spagnolo di ruolo attaccante.

## Biografia
Nacque a Valencia, nel quartiere di Benimàmet.
Anche suo fratello minore Luis Fuertes, classe 1937, fu un calciatore professionista. Anche Luis giocò come attaccante e militò in diverse squadre della Segunda División spagnola.

## Carriera

### Club
Fuertes entrò a 15 anni nel Valencia Mestalla, ritagliandosi poi un ruolo importante nella prima squadra del Valencia CF degli anni '50.
Nel 1954 vinse la Coppa del Generalissimo, segnando due reti nella finale vinta per 3-0 contro il Barcellona.
Lasciò il Valencia nel 1959 e fino al 1961 giocò per due stagioni nell'Elche.

### Nazionale
Collezionò una presenza con la nazionale spagnola, il 7 dicembre 1952, contro l'Argentina al Nuevo Chamartín di Madrid. La partita, amichevole, terminò sul risultato di 0-1 per i sudamericani, con rete decisiva di Ricardo Infante. Fuertes giocò 90 minuti.

## Palmarès

### Club

#### Competizioni nazionali
- Coppa Eva Duarte: 1

Valencia: 1949-1950
- Coppa di Spagna: 1

Valencia: 1954